# Chattanoogafälttåget

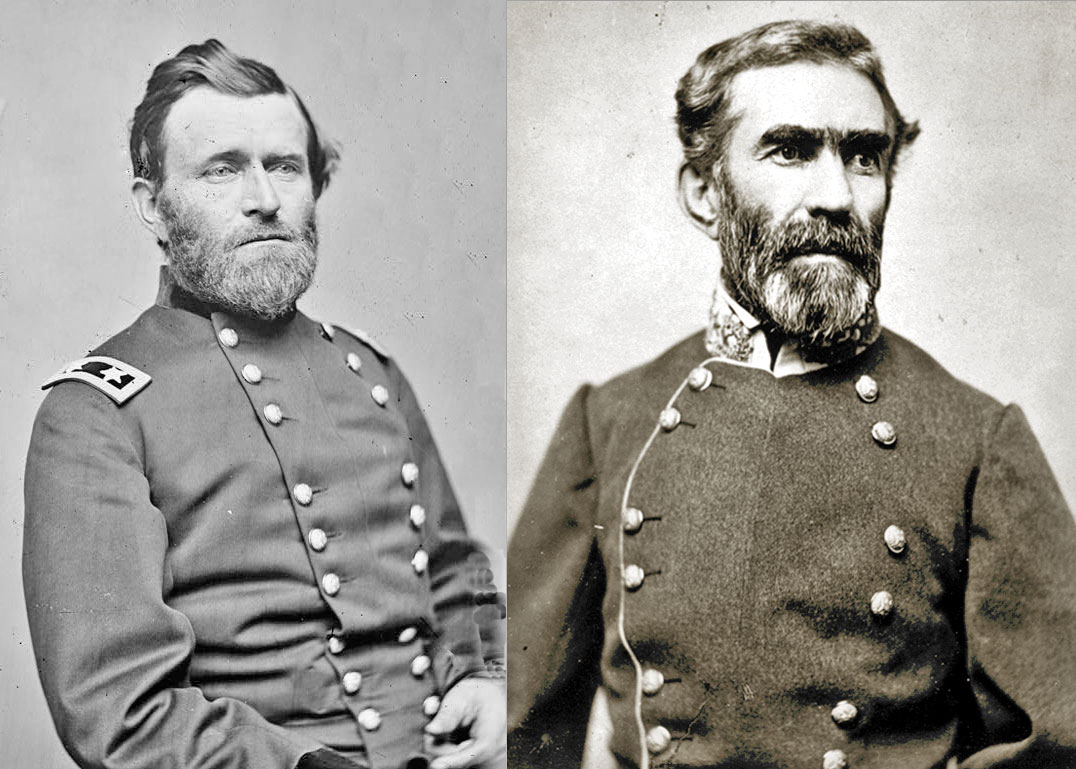
Generalmajor Ulysses S. Grant och general Braxton Bragg, befälhavare under Chattanoogafälttåget.

Chattanoogafälttåget var en serie av manövrar och strider i oktober och november 1863 under amerikanska inbördeskriget. 

## Bakgrund
Efter generalmajor William Rosecrans nederlag med unionsarmén Army of the Cumberland vid slaget vid Chickamauga i september belägrade konfederationsarmén under general Braxton Bragg Rosecrans och hans män genom att ockupera den viktiga höga terrängen runt Chattanooga, Tennessee. Generalmajor Ulysses S. Grant gavs befälet över unionsstyrkorna i väst och betydande förstärkningar började anlända med honom i Chattanooga från Mississippi och från öster.

## 23 - 24 november

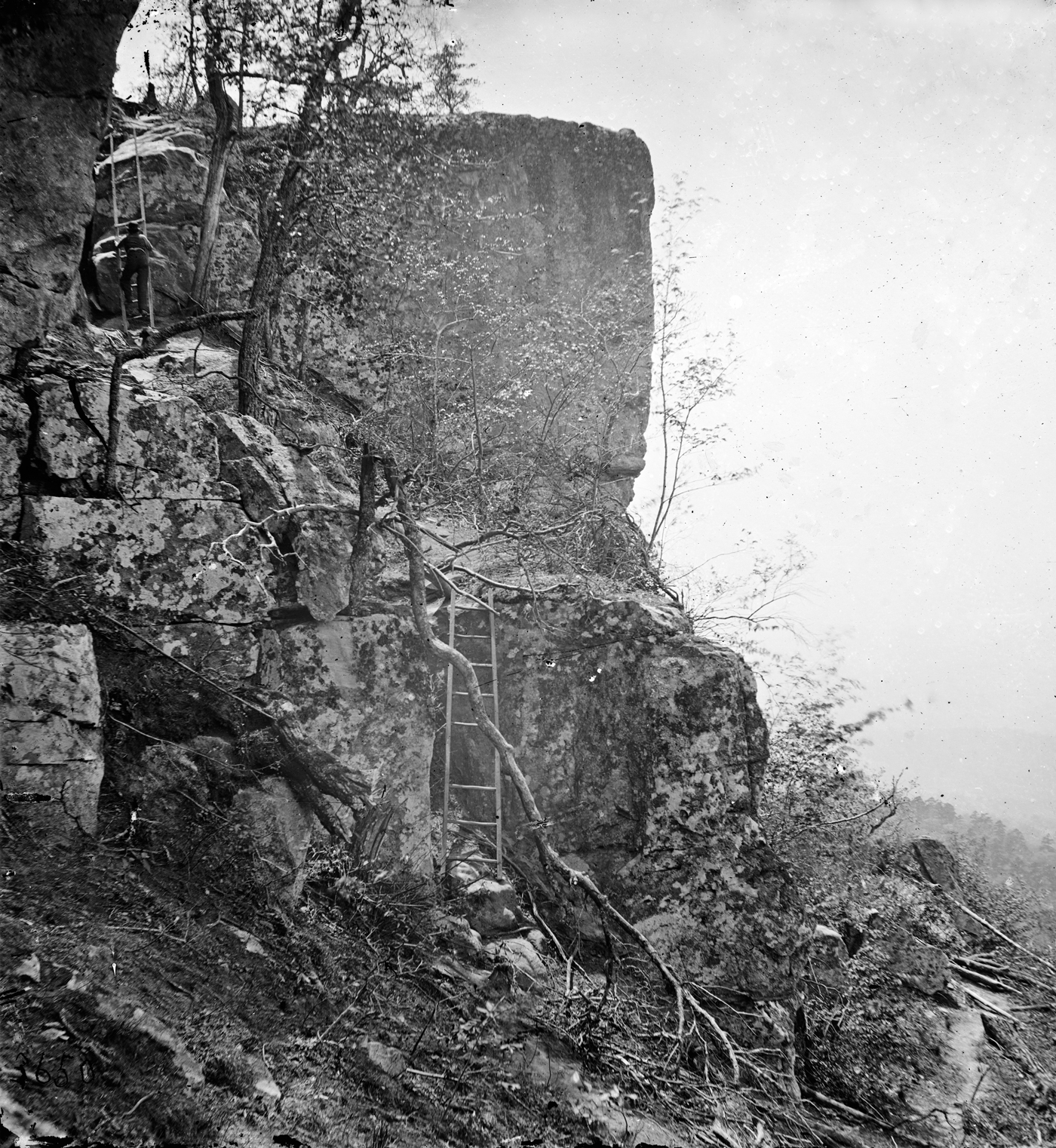
Krönet på Lookout Mountain.

Efter att ha öppnat en försörjningslinje (the "Cracker Line") för att utfodra sina svältande män och djur, motade Grants armé en motattack vid slaget vid Wauhatchie 28-29 oktober 1863. Den 23 november avancerade Army of the Cumberland under generalmajor George Henry Thomas från befästningarna i närheten av Chattanooga för att erövra den mindre höga marken vid Orchard Knob medan delar av Army of the Tennessee under generalmajor William Tecumseh Sherman manövrerade för att starta en överraskningsanfall mot Braggs högra flank vid Missionary Ridge. Den 24 november besegrade soldater från öst, under generalmajor Joseph Hooker, sydstaterna i slaget vid Lookout Mountain och började röra sig mot Braggs vänstra flank vid Rossville.

## 25 november

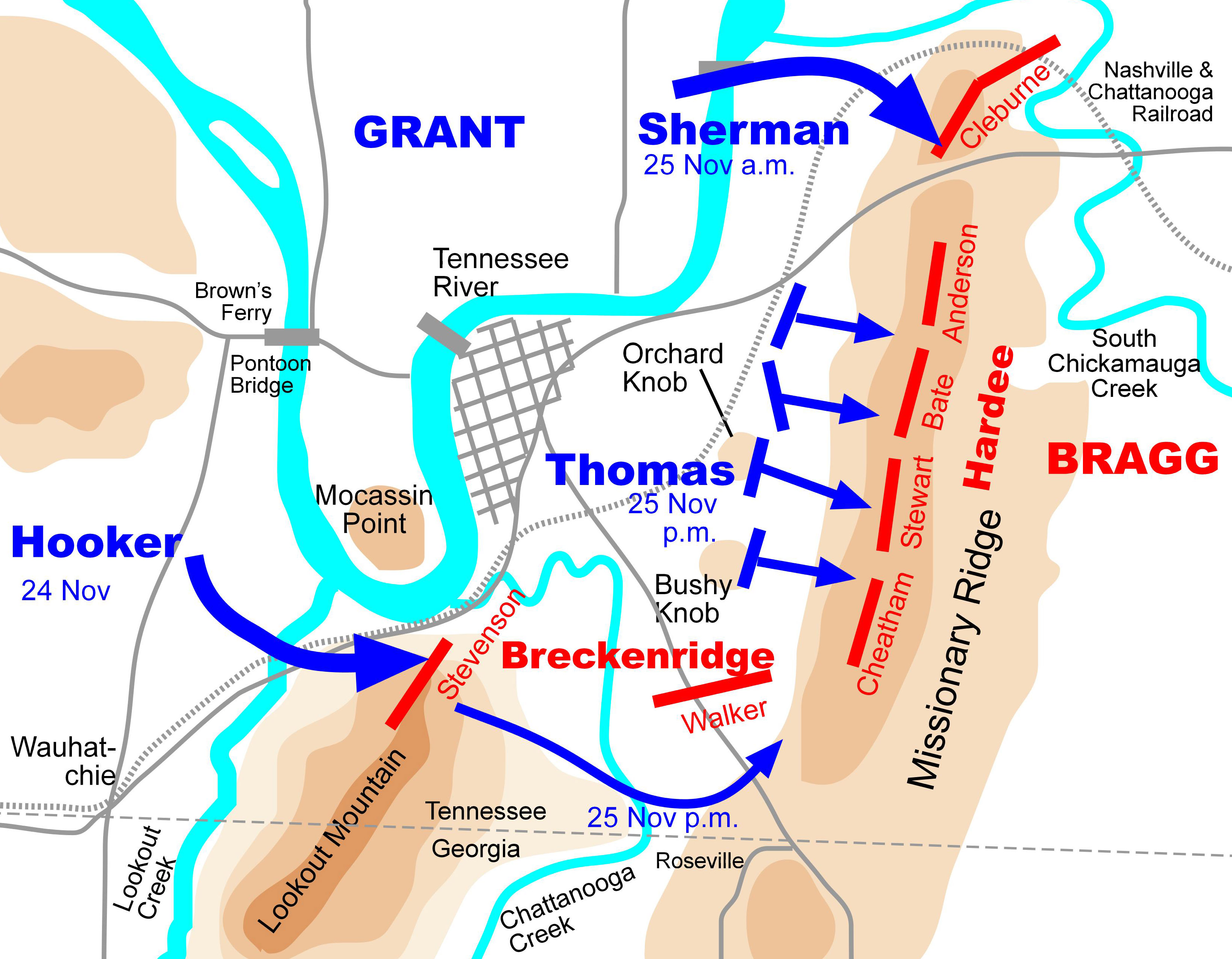
Karta över militära operationer den 25 november.

Den 25 november gjorde Shermans attack på Braggs högra flank små framsteg. I hopp om att avleda Braggs uppmärksamhet godkände Grant Thomas armé att avancera i mitten av hans linje till basen vid Missionary Ridge. En kombination av missförstådda order och trycket av det taktiska läget orsakade Thomas män att stiga till toppen av Missionary Ridge, vilket ledde till Army of Tennessees sammanbrott, som retirerade till Dalton, Georgia. Man slog framgångsrikt tillbaka de efterföljande unionsstyrkorna i slaget vid Ringgold Gap. Braggs nederlag eliminerade de konfedererades sista kontroll av Tennessee och öppnade dörren till en invasion av den Djupa Södern, vilket ledde till Shermans fälttåg i Atlanta 1864.